# Distretto di Samani
Il distretto di Samani (様似郡?) è uno dei distretti della Sottoprefettura di Hidaka, Hokkaidō, in Giappone.
Attualmente comprende il solo comune di Samani.